# 東海旅客鉄道の鉄道駅一覧 (電報略号順)
東海旅客鉄道の鉄道駅一覧（とうかいりょかくてつどうのてつどうえきいちらん）
東海旅客鉄道（JR東海）の鉄道駅の電報略号による五十音順索引（廃駅を含む）。

## ア行

### ア
- アイ - 相賀駅
- アイ - 愛野駅 (静岡県)
- アカ - 赤木駅
- アコ - 阿漕駅
- アサ - 朝日駅
- アシ - 芦川駅 (山梨県)
- アシ - 新鹿駅
- アソ - 阿曽駅
- アタ - 熱海駅
- アチ - 新居町駅
- アツ - 熱田駅
- アヘ - 安倍川駅
- アマ - 上松駅
- アミ - 愛知御津駅
- アラ - 足柄駅 (静岡県)
- アリ - 有井駅
- アン - 安城駅

### イ
- イイ - 飯田駅
- イウ - 伊那本郷駅
- イエ - 家城駅
- イオ - 伊那大島駅
- イカ - 伊勢柏崎駅
- イキ - 井関駅
- イケ - 池の浦シーサイド駅（廃駅）
- イケ - 池場駅
- イコ - 稲子駅
- イシ - 飯島駅
- イシ - 石浜駅
- イス - 五十鈴ケ丘駅
- イセ - 伊勢市駅
- イタ - 紀伊井田駅
- イチ - 市ノ瀬駅
- イチ - 尾張一宮駅
- イツ - 出馬駅
- イテ - 井出駅
- イナ - 伊那上郷駅
- イナ - 稲沢駅
- イニ - 猪谷駅（JR西日本所管）
- イハ - 伊勢八太駅
- イハ - 上市場駅
- イフ - 伊那福岡駅
- イマ - 伊那新町駅
- イミ - 相見駅
- イモ - 市川大門駅
- イリ - 入山瀬駅
- イワ - 井田川駅
- イン - 一身田駅

### ウ
- ウカ - 梅ケ谷駅
- ウク - 鶯巣駅
- ウス - 茶臼山駅
- ウツ - 打保駅
- ウト - 鵜殿駅
- ウナ - 近江長岡駅
- ウフ - 内船駅
- ウヘ - 甲斐上野駅
- ウマ - 鵜沼駅
- ウミ - 大海駅
- ウラ - 東浦駅
- ウロ - 上呂駅
- ウワ - 浦川駅

### エ
- エイ - 永和駅
- エカ - 永覚駅（廃駅→愛知環状鉄道）
- エシ - 江島駅
- エナ - 恵那駅

### オ
- オイ - 上大井駅
- オウ - 相可駅
- オオ - 大岡駅 (静岡県)
- オカ - 岡崎駅
- オキ - 興津駅
- オシ - 甲斐大島駅
- オタ - 大田切駅
- オタ - 小田原駅
- オチ - 落合川駅
- オチ - 落居駅
- オツ - 伊勢奥津駅
- オト - 尾頭橋駅
- オネ - 大曽根駅
- オフ - 大府駅
- オマ - 大内山駅
- オワ - 大沢信号場
- オワ - 緒川駅

## カ行

### カ
- カカ - 勝川駅
- カキ - 大垣駅
- カキ - 柿平駅
- カケ - 掛川駅
- カコ - 可児駅
- カサ - 加佐登駅
- カソ - 川添駅
- カタ - 賀田駅
- カニ - 蟹江駅
- カネ - 相模金子駅
- カネ - 十二兼駅
- カノ - 上ノ庄駅
- カハ - 片浜駅
- カハ - 川路駅
- カフ - 上麻生駅
- カヘ - 鼎駅
- カマ - 伊勢鎌倉駅
- カミ - 函南駅
- カム - 各務ケ原駅
- カメ - 亀山駅 (三重県)
- カヤ - 金谷駅
- カラ - 蒲原駅
- カリ - 刈谷駅
- カワ - 豊川駅 (愛知県)

### キ
- キオ - 北岡崎駅（廃駅→愛知環状鉄道）
- キク - 菊川駅 (静岡県)
- キス - 清洲駅
- キソ - 木曽平沢駅
- キト - 京都駅
- キナ - 紀伊長島駅
- キフ - 岐阜駅
- キマ - 時又駅
- キリ - 切石駅
- キワ - 共和駅
- キン - 金野駅

### ク
- クキ - 九鬼駅
- クク - 久々野駅
- クサ - 草薙駅 (JR東海)
- クチ - 鰍沢口駅
- クナ - 久那土駅
- クノ - 熊野市駅
- クホ - 牛久保駅
- クラ - 倉本駅
- クワ - 大桑駅 (長野県)
- クワ - 桑名駅

### ケ
- ケカ - 毛賀駅
- ケナ - 武並駅
- ケロ - 下呂駅
- ケン - 源道寺駅

### コ
- コイ - 小坂井駅
- コウ - 三河上郷駅（廃駅→愛知環状鉄道）
- コカ - 小井川駅
- コク - 飛騨国府駅
- コケ - 古虎渓駅
- コサ - 伊那小沢駅
- コシ - 神志山駅
- コソ - 高蔵寺駅
- コタ - 幸田駅
- コツ - 小泉駅
- コツ - 国府津駅（JR東日本所管）
- コテ - 御殿場駅
- コハ - 五条川信号場
- コヒ - 古井駅
- コフ - 甲府駅（JR東日本所管）
- コホ - 国母駅
- コマ - 駒ケ根駅
- コミ - 南甲府駅
- コヤ - 小町屋駅
- コリ - 蒲郡駅
- コワ - 小和田駅
- コン - 権現前駅

## サ行

### サ
- サイ - 醒ケ井駅
- サカ - 飛騨小坂駅
- サキ - 杉崎駅
- サク - 佐久間駅
- サタ - 坂下駅
- サチ - 桜町駅
- サナ - 佐奈駅
- サネ - 三ケ根駅
- サホ - 坂祝駅
- サミ - 坂上駅
- サモ - 美乃坂本駅
- サラ - 笠寺駅
- サワ - 沢駅
- サン - 山王信号場

### シ
- シア - 下麻生駅
- シイ - 下市田駅
- シイ - 下油井駅
- シエ - 常永駅
- シオ - 塩之沢駅
- シオ - 新大阪駅
- シカ - 新蒲原駅
- シク - 新宮駅（JR西日本所管）
- シサ - 西小坂井駅
- シシ - 東新町駅
- シセ - 下庄駅
- シタ - 木ノ下駅
- シツ - 静岡駅
- シテ - 為栗駅
- シナ - 品川駅
- シハ - 新所原駅
- シフ - 新富士駅 (静岡県)
- シマ - 島田駅 (静岡県)
- シミ - 清水駅 (静岡県)
- シモ - 下切駅
- シモ - 下部温泉駅
- シヨ - 新横浜駅
- シラ - 白川口駅
- シラ - 下平駅
- シリ - 下土狩駅
- シロ - 新城駅
- シワ - 芝川駅
- シン - 神領駅

### ス
- スイ - 春日井駅 (JR東海)
- スキ - 杉原駅
- スソ - 裾野駅
- スミ - 甲斐住吉駅
- スラ - 須原駅
- スル - 駿河小山駅

### セ
- セオ - 伊勢大井駅
- セカ - 少ヶ野信号場
- セコ - 善光寺駅
- セハ - 洗馬駅
- セミ - 関ノ宮駅
- セラ - 関ケ原駅
- セン - 禅昌寺駅

### ソ
- ソカ - 木曽川駅
- ソネ - 大曽根浦駅
- ソハ - 蘇原駅
- ソマ - 木曽福島駅
- ソレ - 大嵐駅

## タ行

### タ
- タカ - 高遠原駅
- タキ - 多気駅
- タケ - 伊勢竹原駅
- タシ - 波高島駅
- タチ - 田立駅
- タツ - 高塚駅
- タテ - 竪堀駅
- タト - 武豊駅
- タナ - 駄科駅
- タノ - 辰野駅（JR東日本所管）
- タハ - 田畑駅
- タミ - 多治見駅
- タモ - 田本駅
- タヤ - 高山駅
- タラ - 滝原駅
- タリ - 田切駅
- タル - 垂井駅
- タワ - 阿田和駅

### チ
- チウ - 中部天竜駅
- チキ - 紀伊市木駅
- チク - 千種駅
- チシ - 一志駅
- チタ - 市田駅
- チヤ - 高茶屋駅
- チヨ - 千代駅

### ツ
- ツカ - 三河大塚駅
- ツキ - 相月駅
- ツツ - 津駅
- ツナ - 瑞浪駅
- ツノ - 角川駅
- ツマ - 逢妻駅
- ツワ - 乙川駅

### テ
- テイ - 定光寺駅
- テワ - 天竜川駅
- テン - 天竜峡駅

### ト
- トウ - 東京駅
- トウ - 十島駅
- トエ - 東栄駅
- トキ - 外城田駅
- トク - 徳和駅
- トシ - 土岐市駅
- トセ - 東上駅
- トタ - 新豊田駅（廃駅→愛知環状鉄道）
- トタ - 豊田町駅
- トチ - 栃原駅
- トノ - 北殿駅
- トハ - 鳥羽駅
- トマ - 大泊駅
- トミ - 富田駅 (三重県)
- トヨ - 豊橋駅
- トワ - 甲斐常葉駅

## ナ行

### ナ
- ナカ - 那加駅
- ナカ - 中井侍駅
- ナキ - 伊那北駅
- ナコ - 名古屋駅
- ナサ - 渚駅 (岐阜県)
- ナシ - 伊那市駅
- ナセ - 長篠城駅
- ナソ - 南木曽駅
- ナタ - 伊那田島駅
- ナツ - 中津川駅
- ナナ - 長泉なめり駅
- ナヘ - 中川辺駅
- ナマ - 長島駅
- ナホ - 七久保駅
- ナモ - 長森駅
- ナヤ - 金山駅 (愛知県)

### ニ
- ニエ - 贄川駅
- ニオ - 西岡崎駅
- ニキ - 西岐阜駅
- ニナ - 西名古屋港駅（廃駅・JR貨物所管）
- ニフ - 西富士宮駅
- ニマ - 二木島駅
- ニヤ - 西焼津駅

### ヌ
- ヌク - 温田駅
- ヌホ - 沼久保駅
- ヌマ - 沼津駅

### ネ
- ネテ - 金手駅
- ネモ - 根本駅

### ノ
- ノシ - 野尻駅
- ノセ - 野田城駅
- ノマ - 野田新町駅
- ノミ - 富士宮駅

## ハ行

### ハ
- ハキ - 飛騨萩原駅
- ハシ - 岐阜羽島駅
- ハス - 波田須駅
- ハタ - 八田駅
- ハツ - 浜松駅
- ハノ - 原野駅
- ハハ - 羽場駅 (長野県)
- ハヤ - 早瀬駅
- ハラ - 原駅 (静岡県)
- ハワ - 東花輪駅
- ハン - 半田駅

### ヒ
- ヒカ - 飛騨金山駅
- ヒシ - 東静岡駅
- ヒス - 飛水峡信号場
- ヒタ - 東田子の浦駅
- ヒツ - 比津駅
- ヒテ - 日出塩駅
- ヒフ - 飛騨古川駅
- ヒホ - 飛騨細江駅
- ヒマ - 甲斐岩間駅
- ヒミ - 飛騨宮田駅
- ヒメ - 姫駅
- ヒヤ - 東山北駅
- ヒヤ - 飛騨一ノ宮駅
- ヒラ - 平岡駅
- ヒリ - 東刈谷駅
- ヒワ - 枇杷島駅

### フ
- フエ - 藤枝駅
- フオ - 富士岡駅
- フカ - 富士川駅
- フク - 福来信号場
- フコ - 釜戸駅
- フシ - 富士駅
- フタ - 二川駅
- フツ - 船津駅 (三重県紀北町)
- フナ - 船町駅
- フネ - 富士根駅
- フラ - 二見浦駅

### ヘ
- ヘン - 弁天島駅

### ホ
- ホエ - 上枝駅
- ホシ - 塩尻駅（JR東日本所管）
- ホタ - 大高駅
- ホナ - 本長篠駅
- ホマ - 市川本町駅
- ホミ - 穂積駅

## マ行

### マ
- マイ - 米原駅
- マカ - 舞阪駅
- マサ - 松阪駅
- マス - 北野桝塚駅（廃駅→愛知環状鉄道）
- マタ - 松田駅
- マツ - 松下駅
- マハ - 三河槙原駅
- ママ - 伊那松島駅
- マル - 田丸駅

### ミ
- ミア - 美濃赤坂駅
- ミイ - 三河一宮駅
- ミイ - 美濃川合駅
- ミウ - 三河東郷駅
- ミオ - 美濃太田駅
- ミカ - 宮川駅
- ミキ - 三木里駅
- ミキ - 宮木駅
- ミク - 御厨駅 (静岡県)
- ミコ - 南御殿場駅
- ミコ - 宮ノ越駅
- ミサ - 水窪駅
- ミシ - 三島駅
- ミセ - 三野瀬駅
- ミタ - 富田浜駅
- ミツ - 三河塩津駅
- ミト - 三河豊田駅（廃駅→愛知環状鉄道）
- ミニ - 三瀬谷駅
- ミフ - 身延駅
- ミホ - 南大高駅
- ミミ - 三河三谷駅
- ミヤ - 宮田駅
- ミヨ - 南四日市駅
- ミリ - 上片桐駅
- ミワ - 三河安城駅

### ム
- ムカ - 向市場駅
- ムネ - 用宗駅
- ムラ - 下山村駅

### メ
- メキ - 亀崎駅

### モ
- モカ - 下川合駅
- モシ - 元善光寺駅
- モソ - 下曽我駅
- モチ - 下地駅
- モマ - 下島駅 (長野県伊那市)
- モヤ - 新守山駅
- モリ - 尾張森岡駅
- モン - 門島駅

## ヤ行

### ヤ
- ヤカ - 谷峨駅
- ヤク - 山田上口駅
- ヤケ - 焼石駅
- ヤタ - 山北駅
- ヤチ - 伊勢八知駅
- ヤツ - 焼津駅
- ヤト - 弥富駅
- ヤハ - 伊那八幡駅
- ヤフ - 山吹駅
- ヤマ - 長山駅
- ヤラ - 藪原駅

### ユ
- ユイ - 由比駅
- ユノ - 柚木駅 (静岡県富士市)
- ユヤ - 湯谷温泉駅

### ヨ
- ヨカ - 四日市駅
- ヨシ - 吉原駅
- ヨリ - 寄畑駅

## ラ行

### ラ
- ライ - 奈良井駅
- ラオ - 荒尾駅 (岐阜県)・南荒尾信号場
- ラサ - 唐笠駅
- ラタ - 河原田駅
- ラワ - 東成岩駅

### リ
- リイ - 鳥居駅
- リト - 栗東信号場

### ル
- ルタ - 春田駅
- ルマ - 鶴舞駅

### ロ
- ロイ - 袋井駅
- ロク - 六軒駅 (三重県)
- ロコ - 六合駅
- ロシ - 城西駅

## ワ行

### ワ
- ワイ - 三河川合駅
- ワオ - 三河大野駅
- ワク - 伊勢川口駅
- ワシ - 鷲津駅
- ワシ - 鷲原信号場
- ワセ - 尾鷲駅
- ワタ - 磐田駅
- ワナ - 岩波駅
- ワノ - 河曲駅
- ワハ - 柏原駅 (滋賀県)
- ワン - 沢渡駅

## 不明
- - ナゴヤ球場正門前駅（廃駅）